# ロツキーモアー
ロツキーモアー (Rocky Mor) とは日本の競走馬である。1940年に第7回帝室御賞典に優勝した。父は小岩井農場が擁した戦前の大種牡馬シアンモア。母は帝室御賞典優勝馬アストラル。全兄にカブトヤマ（第2回東京優駿大競走）、ガヴアナー（第4回東京優駿大競走）、フアインモア（中山記念）がいる。

## 略歴
1936年、小岩井農場で生まれる。3歳時に小岩井農場で開催された競り市に上場され、馬主の坂本清五郎によって3万4000円で落札され、後に真藤慎太郎に譲受という形になる。
4歳になった1939年4月1日、中山競馬場の芝2200メートルの新呼馬競走でデビューし、2着。続く2戦も勝ちきれずに第8回東京優駿競走に出走するもクモハタの7着に敗れる。なお、初勝利は10月7日の横浜競馬場で行われた古呼馬七千円下のレースであった。3連勝して第2回の京都農林省賞典四歳呼馬（現・菊花賞）に出走したがマルタケの3着であった。その後4歳末までに中山四歳特別など5戦4勝の成績を残している。
5歳になると第8回中山記念失格などもあり第6回帝室御賞典では4番人気だったが、同厩のトキノチカラの2着に入る。ちなみに3着のクモハタも田中和一郎厩舎だったことから同一厩舎で一着から三着までを占めた。ここから横浜農林省賞典四・五歳呼馬など4連勝。
第7回帝室御賞典はロツキーモアー、クモハタ、マルタケの3頭の争いとなったが、1番人気に支持されたロツキーモアーが直線抜け出して優勝し、このレースを最後に満量引退した。
引退後は青森県の青森種馬場で種牡馬となったが、1942年秋に東京競馬場にお目見えする際の輸送中に肺炎を起こして同競馬場で死んだ。

## 血統表
| ロツキーモアーの血統キングファーガス系（エクリプス系） / （Angelica (St.Simon) 5.5×5=9.38%、Sierra (Sainfoin) 5×4=9.38%、他） | ロツキーモアーの血統キングファーガス系（エクリプス系） / （Angelica (St.Simon) 5.5×5=9.38%、Sierra (Sainfoin) 5×4=9.38%、他） | ロツキーモアーの血統キングファーガス系（エクリプス系） / （Angelica (St.Simon) 5.5×5=9.38%、Sierra (Sainfoin) 5×4=9.38%、他） | （血統表の出典） | （血統表の出典） |
| 父 * シアンモア Shian Mor 1924 黒鹿毛                                                                                         | 父の父Buchan 1916 鹿毛 | Sunstar | Sundridge        | Sundridge        |
| 父 * シアンモア Shian Mor 1924 黒鹿毛                                                                                         | 父の父Buchan 1916 鹿毛 | Sunstar | Doris            |                  |
| 父 * シアンモア Shian Mor 1924 黒鹿毛                                                                                         | 父の父Buchan 1916 鹿毛 | Hamoaze | Torpoint         | Torpoint         |
| 父 * シアンモア Shian Mor 1924 黒鹿毛                                                                                         | 父の父Buchan 1916 鹿毛 | Hamoaze | Maid of the Mist |                  |
| 父 * シアンモア Shian Mor 1924 黒鹿毛                                                                                         | 父の母Orlass 1914 鹿毛 | Orby | Orme             | Orme             |
| 父 * シアンモア Shian Mor 1924 黒鹿毛                                                                                         | 父の母Orlass 1914 鹿毛 | Orby | Rhoda B.         |                  |
| 父 * シアンモア Shian Mor 1924 黒鹿毛                                                                                         | 父の母Orlass 1914 鹿毛 | Simon Lass | Simmontault      | Simmontault      |
| 父 * シアンモア Shian Mor 1924 黒鹿毛                                                                                         | 父の母Orlass 1914 鹿毛 | Simon Lass | Kilkenny Lass    |                  |
| 母 アストラル 1921 栗毛 | 母の父* チヤペルブラムプトン Chapel Brampton 1912 栗毛                                                                        | Beppo | Marco            | Marco            |
| 母 アストラル 1921 栗毛 | 母の父* チヤペルブラムプトン Chapel Brampton 1912 栗毛                                                                        | Beppo | Pitti            |                  |
| 母 アストラル 1921 栗毛 | 母の父* チヤペルブラムプトン Chapel Brampton 1912 栗毛                                                                        | Mesquite | Sainfoin         | Sainfoin         |
| 母 アストラル 1921 栗毛 | 母の父* チヤペルブラムプトン Chapel Brampton 1912 栗毛                                                                        | Mesquite | St.Silave        |                  |
| 母 アストラル 1921 栗毛 | 母の母種義 1912 栗毛 | * ダイヤモンドウェッディング Diamond Wedding                                                                                  | Diamond Jubilee  | Diamond Jubilee  |
| 母 アストラル 1921 栗毛 | 母の母種義 1912 栗毛 | * ダイヤモンドウェッディング Diamond Wedding                                                                                  | Wedlock          |                  |
| 母 アストラル 1921 栗毛 | 母の母種義 1912 栗毛 | * ビユーチフルドリーマー Beautiful Dreamer                                                                                    | Euthusiast       | Euthusiast       |
| 母 アストラル 1921 栗毛 | 母の母種義 1912 栗毛 | * ビユーチフルドリーマー Beautiful Dreamer                                                                                    | Reposo F-No.12   |                  |

## 備考
1. ↑  馬匹血統登録書 第拾八卷 P351
2. ↑  サラブレッド系種牡馬名簿 第1巻 P67
3. ↑  競馬新読本 P139